# Europejski Obszar Gospodarczy
Europejski Obszar Gospodarczy, EOG (ang. European Economic Area, EEA) – strefa wolnego handlu i wspólny rynek, obejmujące państwa Unii Europejskiej i Europejskiego Stowarzyszenia Wolnego Handlu (EFTA), z wyjątkiem Szwajcarii. EOG opiera się na czterech fundamentalnych wolnościach: swobodzie przepływu ludzi, kapitału, towarów i usług.
Porozumienie o utworzeniu EOG podpisano w Porto 2 maja 1992 roku. Wejście w życie układu opóźniało się z powodu odrzucenia go w referendum w Szwajcarii w grudniu 1992 roku. Po wykluczeniu odniesień do Szwajcarii z umowy, ostatecznie weszła ona w życie 1 stycznia 1994 roku.
Na mocy umowy z Porto obywatele wszystkich państw należących do EOG mogą się swobodnie przemieszczać, osiedlać i nabywać nieruchomości na ich terenie. W zamian EFTA łoży na unijny Fundusz Spójności. Kraje EFTA przyjęły do swojego ustawodawstwa dużą część szczegółowych przepisów wspólnotowych (nie dotyczy to jednak m.in. polityki rolnej czy walutowej). Ważną cechą EOG jest to, iż realizuje swoją działalność na poziomie pierwszego i trzeciego etapu integracji, strefy wolnego handlu i Wspólnego Rynku, wyłączając drugi etap, unię celną.
Polska podpisała umowę o członkostwie w EOG 14 października 2003 w Luksemburgu. Została ona ratyfikowana 8 października 2004 na podstawie ustawy z 16 kwietnia 2004 r. Polska weszła do EOG w momencie jej wejścia w życie 6 grudnia 2005.

## Struktura Instytucjonalna
- Rada – organ decyzyjny i ustawodawczy (członkowie Rady Unii Europejskiej, Komisji Europejskiej i po 1 ministrze danego resortu z 3 państw EFTA).
- Wspólny Komitet – organ wykonawczy i arbitrażowy (członkowie Komisji Europejskiej i przedstawiciele rządów 3 państw EFTA w równej liczbie).
- Wspólny Komitet Parlamentarny – organ doradczy (delegaci Parlamentu Europejskiego i parlamentów narodowych 3 państw EFTA w równej liczbie).
- Komitet Konsultacyjny – organ doradczy (członkowie Komitetu Ekonomiczno-Społecznego UE i Komitetu Konsultacyjnego EFTA w równej liczbie).

## Członkowie Europejskiego Obszaru Gospodarczego

Kraje tworzące Europejski Obszar Gospodarczy
Kraje UE
Islandia, Norwegia i Liechtenstein

Kraje UE
     Islandia, Norwegia i Liechtenstein
- Austria
- Belgia
- Bułgaria
- Chorwacja[10]
- Cypr
- Czechy
- Dania
- Estonia
- Finlandia
- Francja
- Grecja
- Hiszpania
- Holandia
- Irlandia
- Islandia
- Liechtenstein
- Litwa
- Luksemburg
- Łotwa
- Malta
- Niemcy
- Norwegia
- Polska
- Portugalia
- Rumunia
- Słowacja
- Słowenia
- Szwecja
- Węgry
- Włochy